# Drymusa
Drymusa là một chi nhện trong họ Drymusidae.